# リューベック (フリゲート・2代)
リューベック（ドイツ語: Lübeck, F 214）は、ドイツ海軍のフリゲートである。ブレーメン級（122型）フリゲートの8番艦で、同級最後の艦。艦名はドイツ連邦共和国の都市リューベックに因む。

## 概要
「リューベック」は、ノルトゼーヴェルケ・エムデン工場にて1987年6月5日に起工し、同年10月15日には進水、1990年3月19日に竣工すると、ヴィルヘルムスハーフェンを母港とする第4フリゲート戦隊へ編入された。
就役以来、「リューベック」はドイツ連邦軍の実施した多くの海外派兵へ参加している。
1994年、1995年、1996年には、北大西洋条約機構（NATO）の実施したOperation Sharp Guardの一環で、旧ユーゴスラヴィアへの経済制裁を目的とした海上輸出の監視任務のためアドリア海へ派遣された。
2003年から2004年にかけてと2005年から2006年にかけては、不朽の自由作戦の諸任務に従事した。その中で、2005年11月には「リューベック」が中心となって、アデン湾を経由するクルーズ客船「ドイッチュラント」を海賊から護衛した。
2007年7月からは、国際連合レバノン暫定駐留軍に参加した。
南オセチアでの武力衝突発生後の2008年8月21日には、第1常設NATO海洋グループに参加するドイツ艦として黒海へ派遣された。そこで行われたNATO合同演習には、リューベックのほか、アメリカ海軍から「FFG-50 テイラー」（FFG-7級）、スペイン海軍から「アルミランテ・ファン・デ・ボルボーン」（アルバロ・デ・バサン級）、ポーランド海軍から「ゲネラウ・カジミェシュ・プワスキ」が参加した。
2009年には、NATOの軍事演習UNITASに参加した。そこでは、「リューベック」は2発のRIM-7シースパローミサイルで以って標的艦「コノリー」を射撃した。
2022年12月15日に退役、艦名はブラウンシュヴァイク級（130型）コルベットに引き継がれる。

## ギャラリー

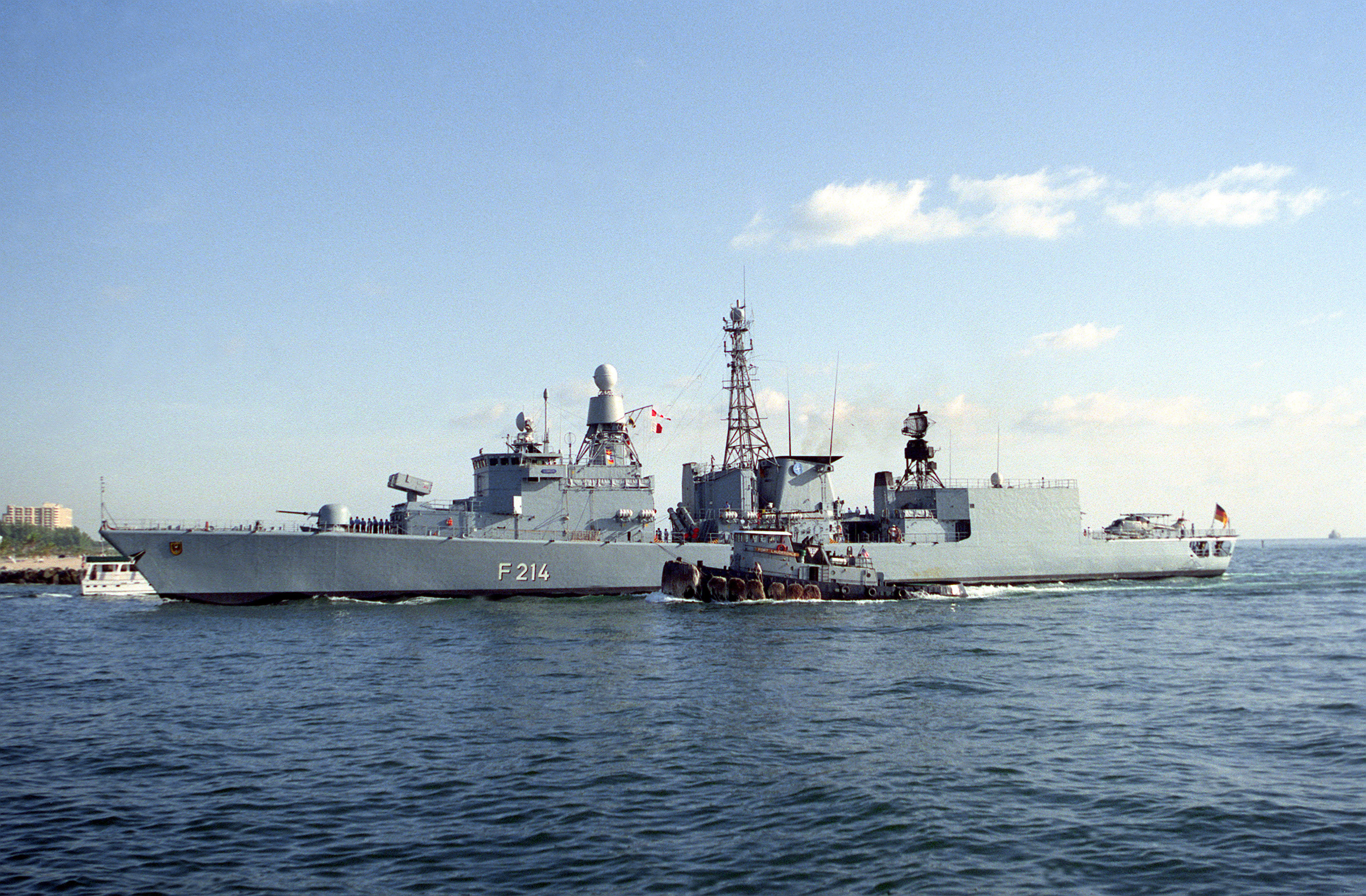
1993年3月2日、フロリダ半島のエヴァーグレイズ港に入る「リューベック」。
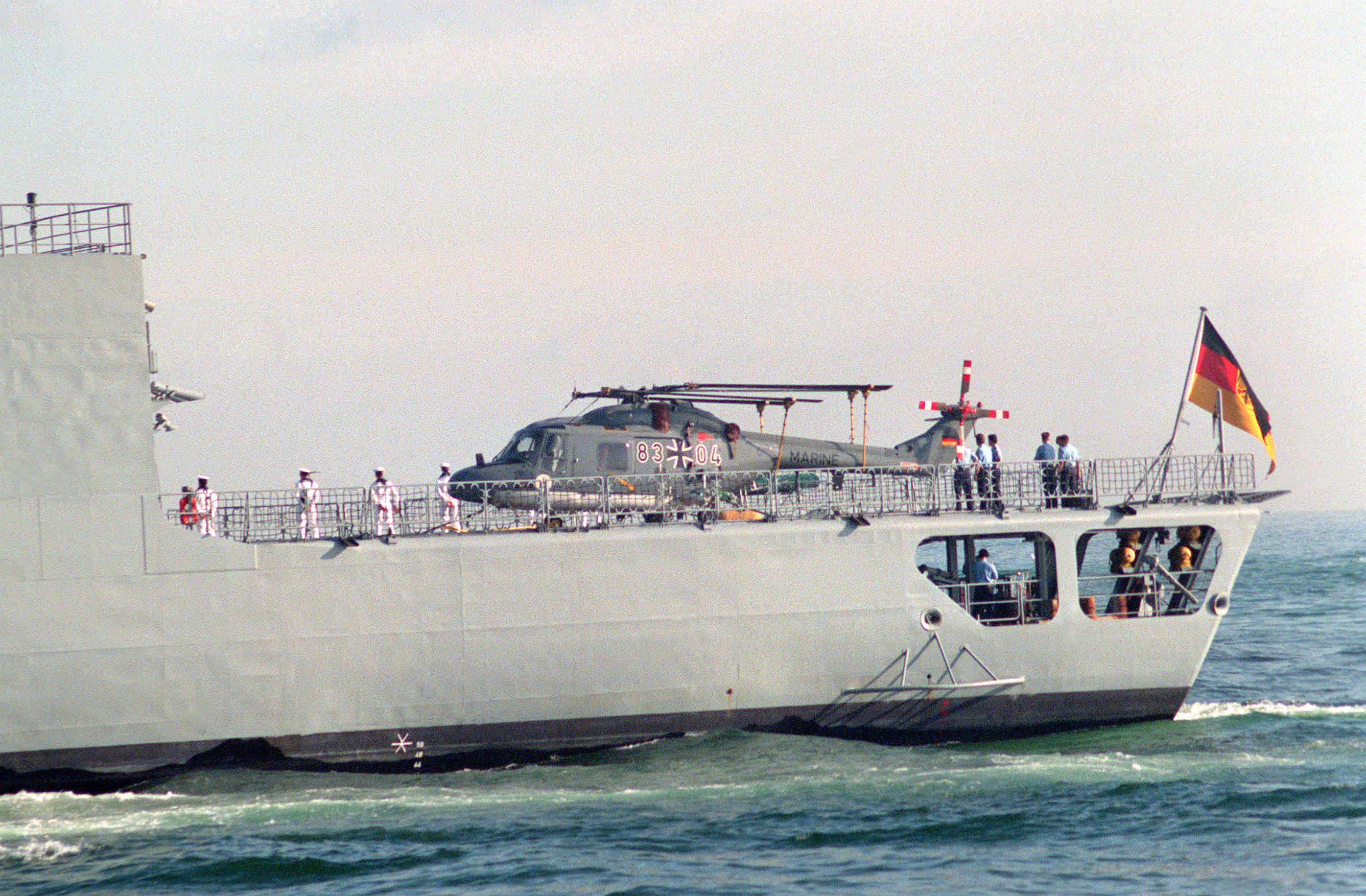
1993年3月2日、エヴァーグレイズ港における「リューベック」のリンクスMk.88。
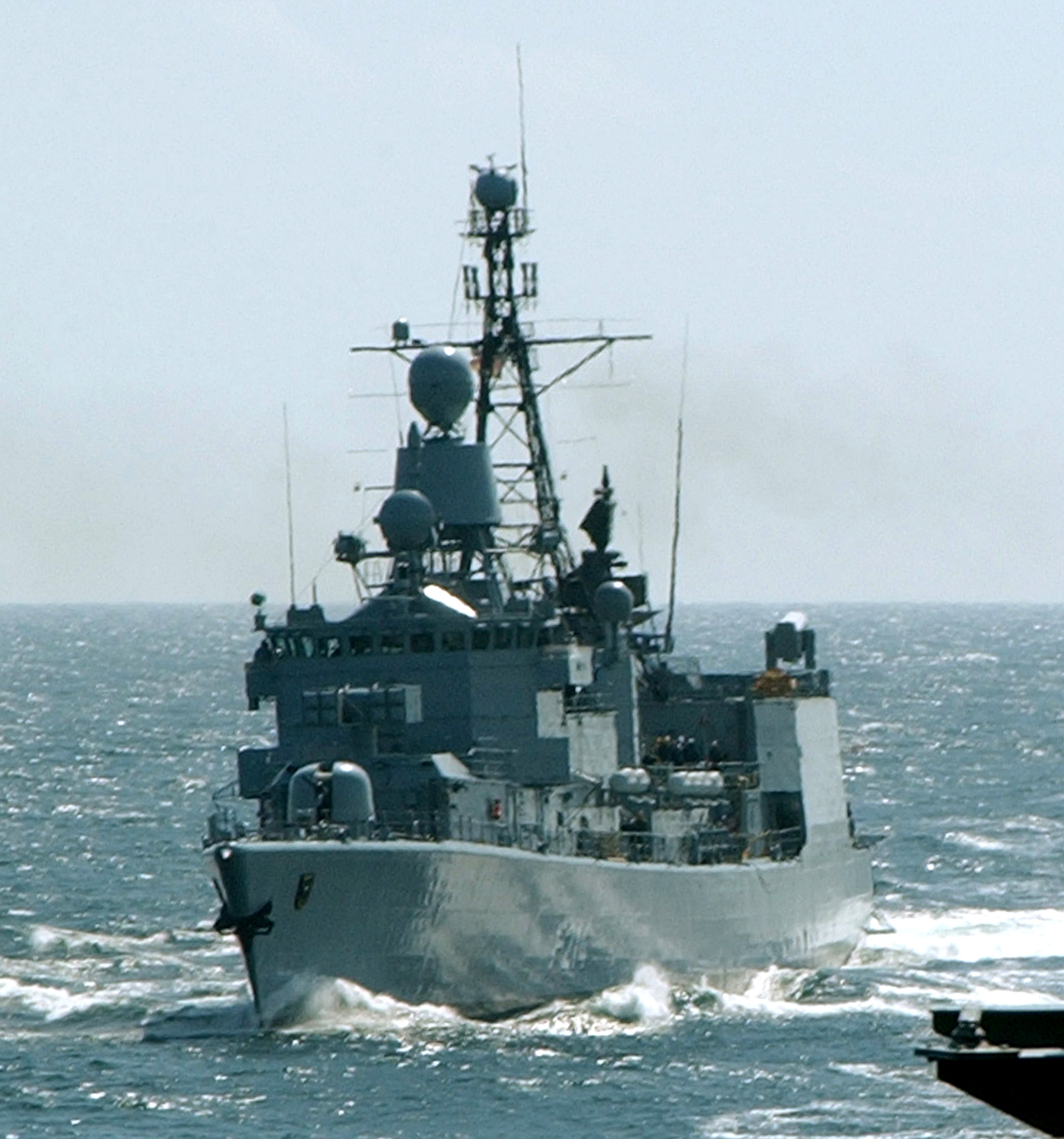
2003年6月9日、NATOの合同演習BALTOPS 2003での「リューベック」。
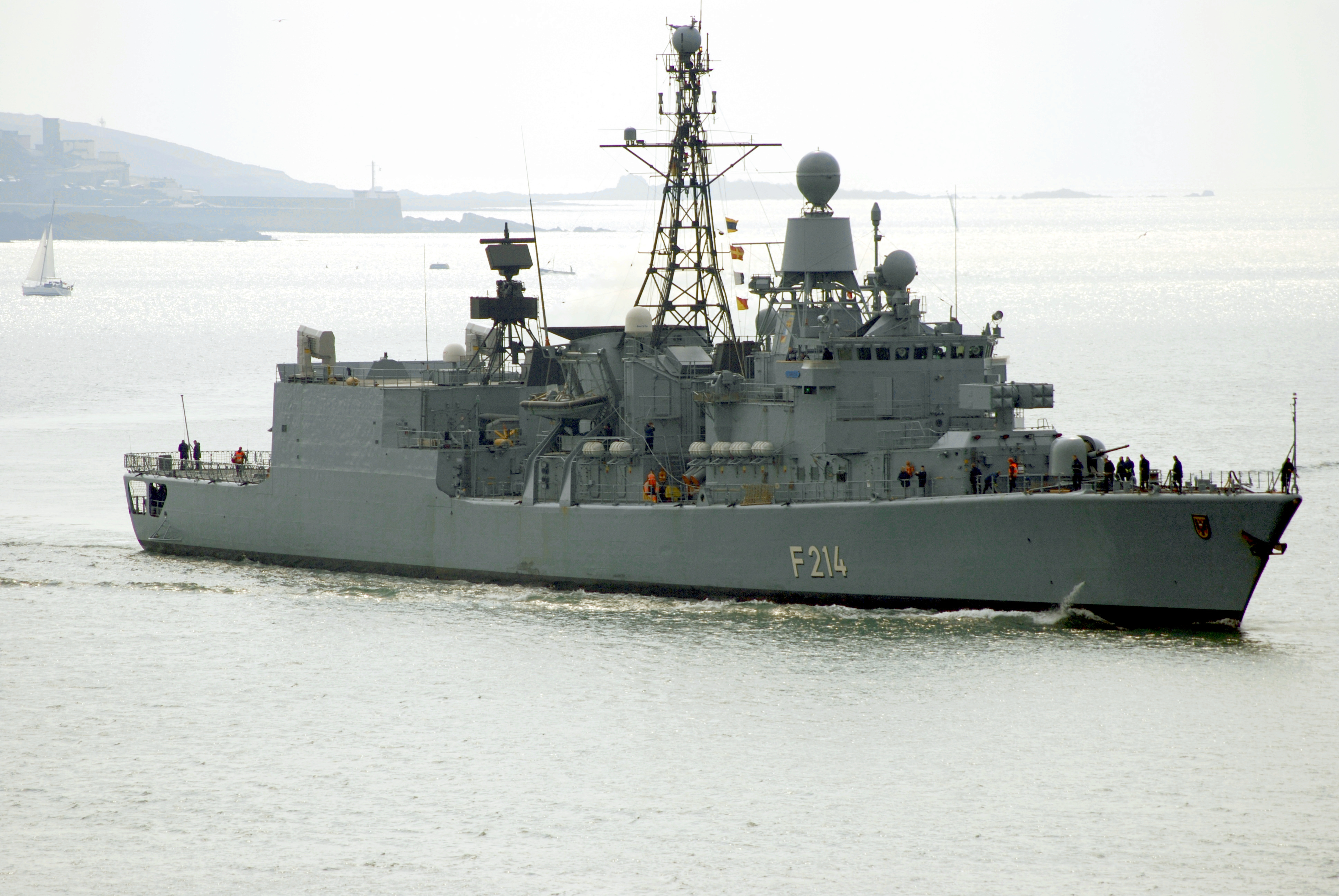
2007年4月1日、プリマス海峡に入る「リューベク」。
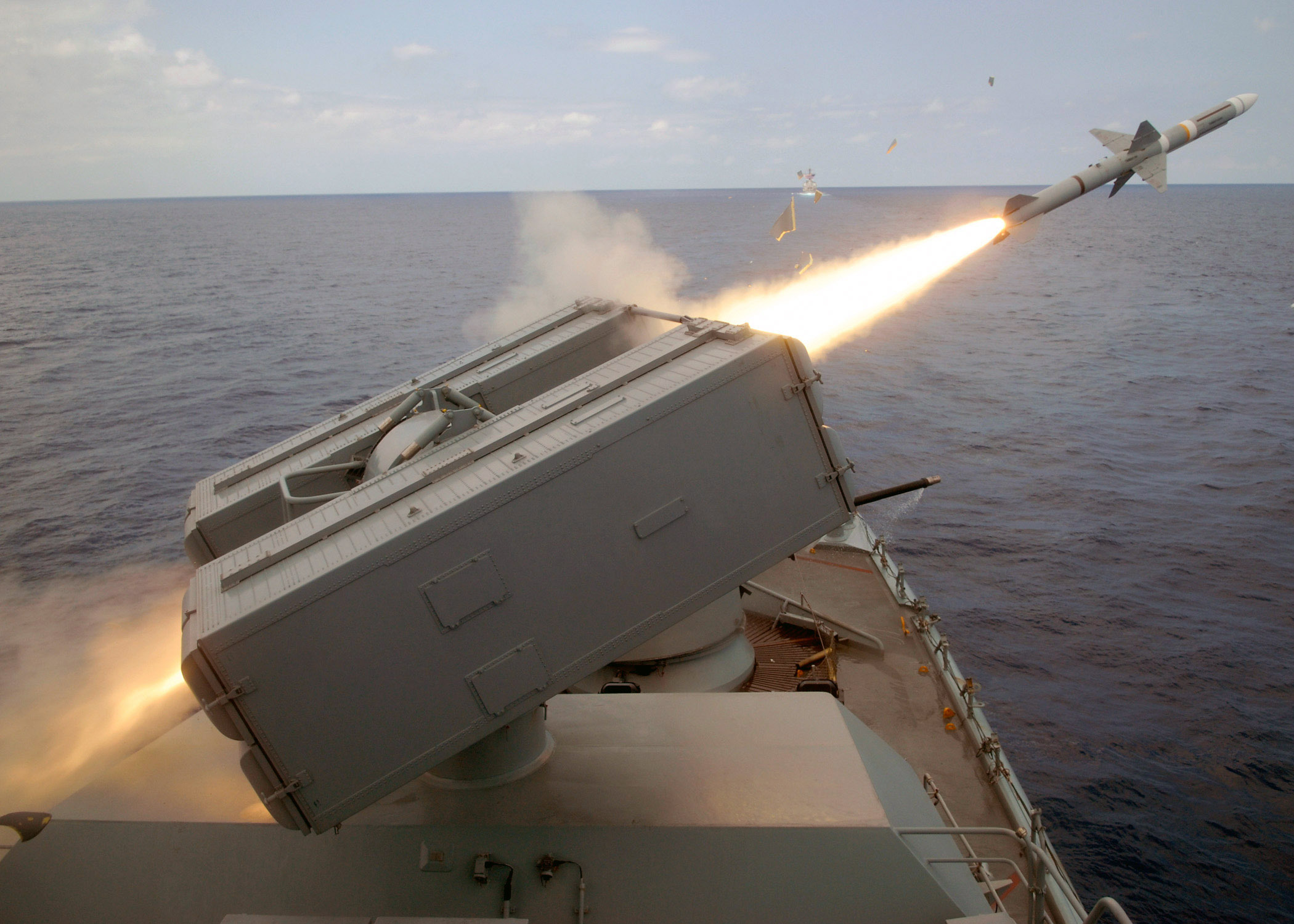
2009年4月29日、NATO合同演習UNITASゴールドにて、シースパロー艦対空ミサイルを発射するリューベック。
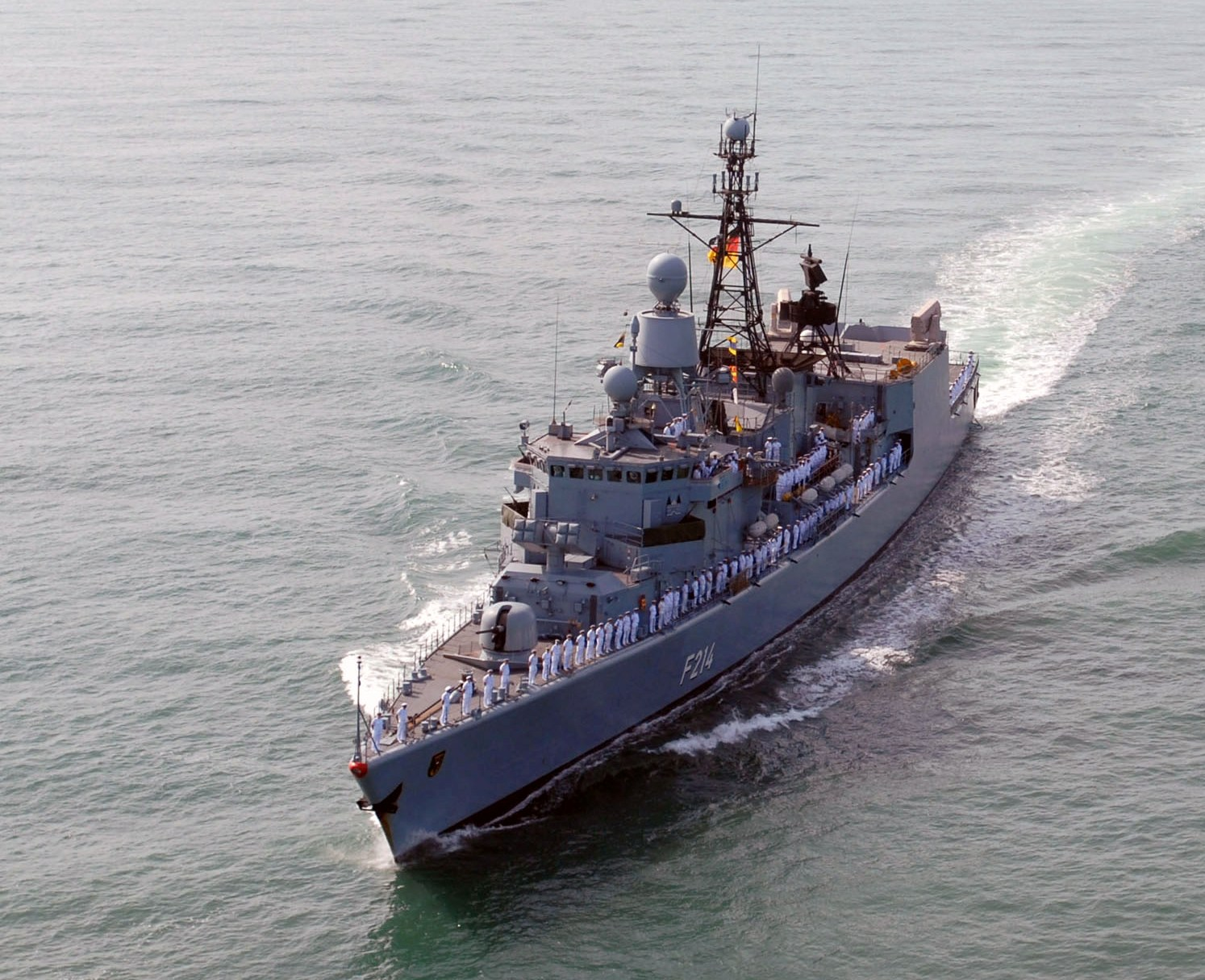
2009年5月4日、UNITASゴールドにおける「リューベック」。
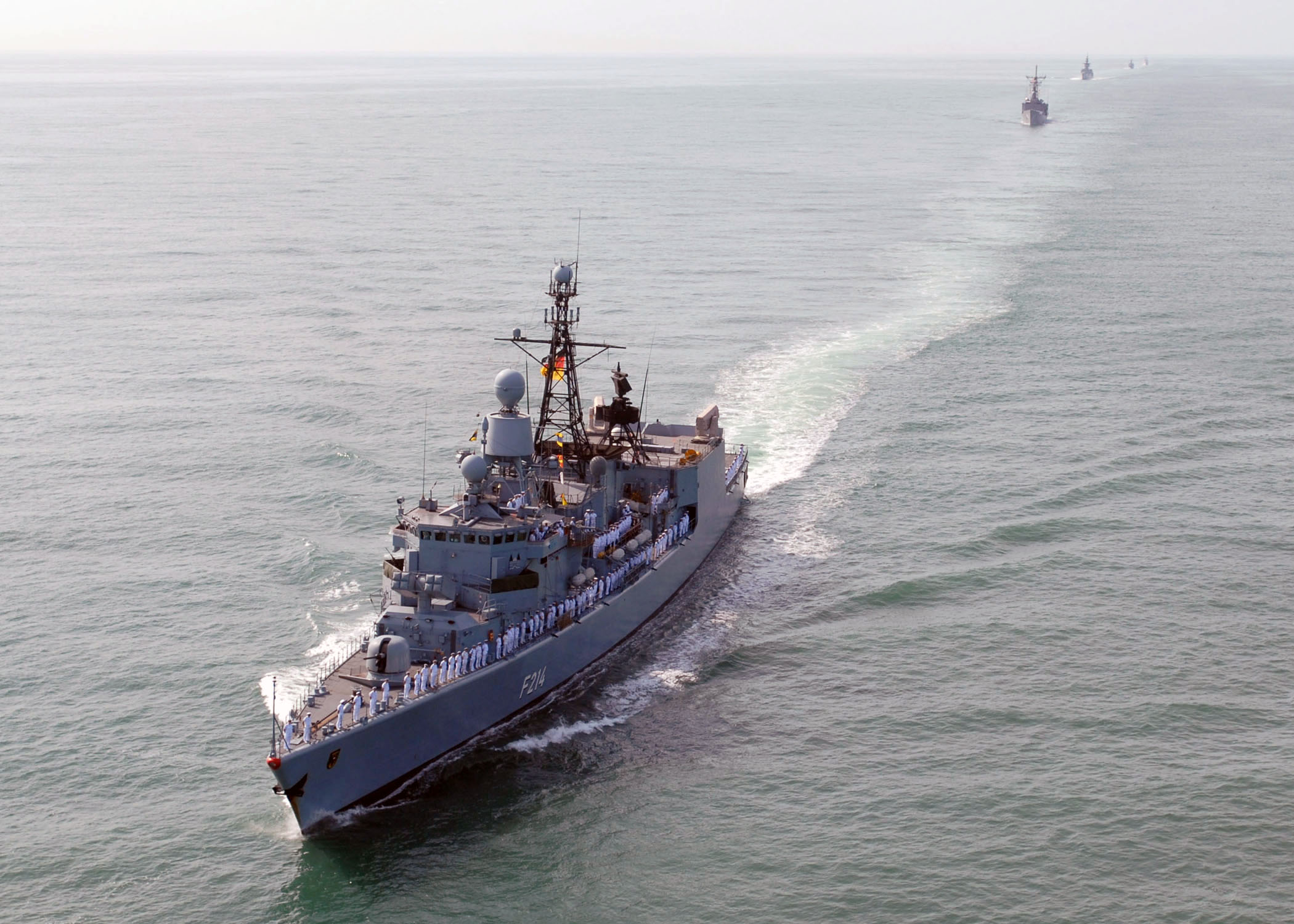
2009年5月4日、UNITASゴールドにおける「リューベック」。